# Woestijngrasmus
De woestijngrasmus (Curruca nana syn.: Sylvia nana) is een zangvogel uit de familie Sylviidae (grasmussen). De vogel werd in 1883 door Wilhelm Hemprich en Christian Ehrenberg beschreven.

## Kenmerken
Deze vogel heeft een lengte van 11,5 tot 12,5 cm. Het is een grijsbruin tot zandkleurige vogel. Deze soort is iets donkerder van kleur dan de Afrikaanse woestijngrasmus (C. deserti) die lange tijd als ondersoort van de woestijngrasmus werd beschouwd. De vogel is licht grijsbruin op de rug, daar waar de Afrikaanse woestijngrasmus meer gelig lichbruin is. Verder heeft deze soort zwarte vlekjes op de staartpennen terwijl die bij de Afrikaanse woestijngrasmus egaal van kleur zijn.

## Verspreiding en leefgebied
Deze soort broedt van noordelijk Iran tot Mongolië en noordwestelijk China. Na de broedtijd trekt de vogel naar het zuidwesten naar noordoostelijk Afrika tot noordwestelijk India. Het leefgebied bestaat uit stenige of zandige halfwoestijnen en droge steppe.

### Voorkomen in Nederland
Er zijn in Nederlands drie gedocumenteerde (bevestigde) waarnemingen van deze soort.